# فال جيمس
فال جيمس (بالإنجليزية: Val James)‏ هو لاعب هوكي الجليد أمريكي، ولد في 14 فبراير 1957 في أوكالا في الولايات المتحدة.

## وصلات خارجية
- فال جيمس على موقع دوري الهوكي الوطني (الإنجليزية)
- فال جيمس على موقع EliteProspects.com (الإنجليزية)
- فال جيمس على موقع HockeyDB.com (الإنجليزية)
- فال جيمس على موقع Hockey-Reference.com (الإنجليزية)